# 落ち物パズル

一例「テトリス」

落ち物パズル（おちものパズル、英: falling block puzzle）は、コンピュータゲームの一種で、画面の中でブロックがあたかも重力で落ちるように動く（すばやく画面下方に移動する）という原則によって成り立っているものである。アクションパズルに分類される。落ち物ゲーム、落ちゲーとも。

## 基本的なルール
- 格子状ブロックを敷き詰めること
- フィールド上方からブロックピースが落下してくる（多くの場合ブロックピースは数種類のパターンからランダムに選定される）
- プレーヤーはブロックピースを回転、左右に移動することができる
- ブロックピースは、フィールドの最下段か他のブロックの上に落下するとそこでブロックとして固定される
- 一行が全てブロックで埋められたときや、同じ色のブロックが特定の数集まったときなど、ある条件を満たすと当該部分のブロックが消滅し、得点となる
- ブロックがフィールドの最上段（あるいはボーダーライン）まで積みあがるとゲームオーバーになる

というもの。
落ちてくるブロックピースの形や個数、ブロック消滅の条件などは各ゲームによって大きく異なる。
さらには「落下してくるブロック」ではなくフィールド内の矢印やカーソル、キャラクターなどを操作し、これらを利用することでブロックを間接的に操作、消していくタイプのゲームも一般的には落ち物パズルとして認識されている。これらの落下ブロックに限定されないタイプのブロック増加方法についても、さまざまな物がある。
なお、フィールド内にブロックが積み上がっている状態からブロックを並べ替えて消していくタイプはマッチ3ゲームと呼ばれる。
初期の作品は単独プレイを基本としており、二人同時の場合も一画面内で二人が別々のフィールドを操作するだけで、対戦要素は含まれていなかった。その後、任天堂が1989年に発売したゲームボーイ版『テトリス』において、自分のフィールドで消したブロックに応じて相手フィールドの妨害を行える対戦パズルという概念が確立し、以降の作品ではほぼ標準の形態となっている。なおこのテトリスでの対戦要素は横井軍平の発案である。

## 主なゲーム

### ブロックを直接操作する典型的な落ち物パズル
- テトリス（1984年 - ） - テトリミノ。横一列ぶんが埋まると消える。浮いたブロックはそのまま。
- nlith（1987年 - ） - nオミノ（n=1～5）。横一列分が埋まると消える。浮いたブロックはそのまま。積んだブロック上には、「無記の虫」[注釈 1]が這ってくる。虫を潰す、綺麗でない操作や置き方をするなどすると溜まるevil pointというパラメータがあり、それが溜まるとキー操作が阻害される。
- コラムス（1990年 - ） - 3個一組。縦・横・斜めの一列に同色が3個揃うと消える。「連鎖」という概念を生む。浮いたブロックは下に落ちる。
- Dr.マリオ（1990年 - ） - 2個一組。縦・横の一列に同色が4個揃うと消える。浮いたブロックの処理が独特。
- ぷよぷよシリーズ（1991年 - ） - 2個一組。縦・横に同色が4個揃うと消える。浮いたブロックは下に落ちる。
- ヘクシオン（1992年 - ） - 4個一組。六角形（ヘクス）を使ったテトリスのようなルール。
- 対戦ぱずるだま（1994年 - ） - 2個一組。縦・横に同色が3個揃うと消える。浮いたブロックは下に落ちる。
- くるりんPA!（1995年 - ） - 導火線と爆弾を繋いで火で点火して消していくパズルゲーム。
- スーパーパズルファイターIIX（1996年 - ） - 2個一組。同色の通常ブロックを何個繋げても消えないが、縦・横に破壊用のブロックを繋げるとまとめて消える。浮いたブロックは下に落ちる。
- 新型くるりんPA!（1996年 - ） - 導火線と爆弾を繋いで火で点火して消していくパズルゲーム。連鎖を作ることも可能。
- ルミネス（2004年 - ） - 4個一組。同色のブロックで正方形を作ると消える。タイムラインが通過する前に追加（同時消し）可能。浮いたブロックは下に落ちる。
- しゃるうぃ〜☆たころん（2007年 - ） - タコを消していくパズルゲーム。
- クラックス
- ハットリス
- コズモギャング・ザ・パズル
- エメラルディア
- 戦球 - 球体を使ったぷよぷよ型のゲーム
- テトリスプラス - テトリスのルールを応用したゲームで、博士や助手を一番下へ導く
- クレオパトラフォーチュン
- 落雀 - 麻雀牌が落ちてくる。縦または横に面子（刻子または順子）を作ると積んだ牌が消え、4組揃ったらリーチとなる。
- ばくばくアニマル - 動物のブロックが好物のブロックを食べることでブロックが消えていく。ライオン→肉、ウサギ→人参と食べられるブロックは決まっている
- もうぢや - お金の両替をゲームに採用。
- パズル番長
- ボンブリス - テトリスの派生系。ブロックの個数はレベルにより不定。横一列に揃った中に爆弾があると、それを起点に縦横の一定範囲のブロックが消える。爆破範囲に他の爆弾があると誘爆し、さらに多くのブロックを消すことができる。
- ボンバーマン ぱにっくボンバー
- でろ〜んでろでろ（英語版）(1995年、テクモ)[注釈 2]
- へべれけのぽぷーん
- ポポイっとへべれけ
- ぐっすんおよよ（1993年 - ） - ブロックを積み上げ、キャラクターをゴールまで導く。
- バルーンブラザーズ
- ジョイジョイキッド（1990年 - ） - 落ちてくるブロックを積んで消して行き、飛行船をフィールド上まで脱出させる。
- ブロックアウト（1989年 - ） -
- ソルダム（1992年 - ） - 4個一組。横一列分が埋まると消える。リバーシの要素を取り入れている。

### ブロックを間接的に操作する落ち物パズル
- マジカルドロップ
- パネルでポン
- ヨッシーのクッキー
- ヨッシーのたまご - マリオ（もしくはルイージ）が持っている土台を操作する。
- ワリオの森
- メテオス
- 魚ポコ、虫姫たま
- マネーアイドルエクスチェンジャー
- ランドメーカー
- クォース
- メガパネル - 15パズルのルールを応用している。
- 対戦とっかえだま
- パズルボブル
- ミスタードリラー
- アクアラッシュ
- 美少女戦士セーラームーンS こんどはパズルでおしおきよ! - さめがめに落ち物パズルの要素を追加している。